# Dabécie kantabrijská

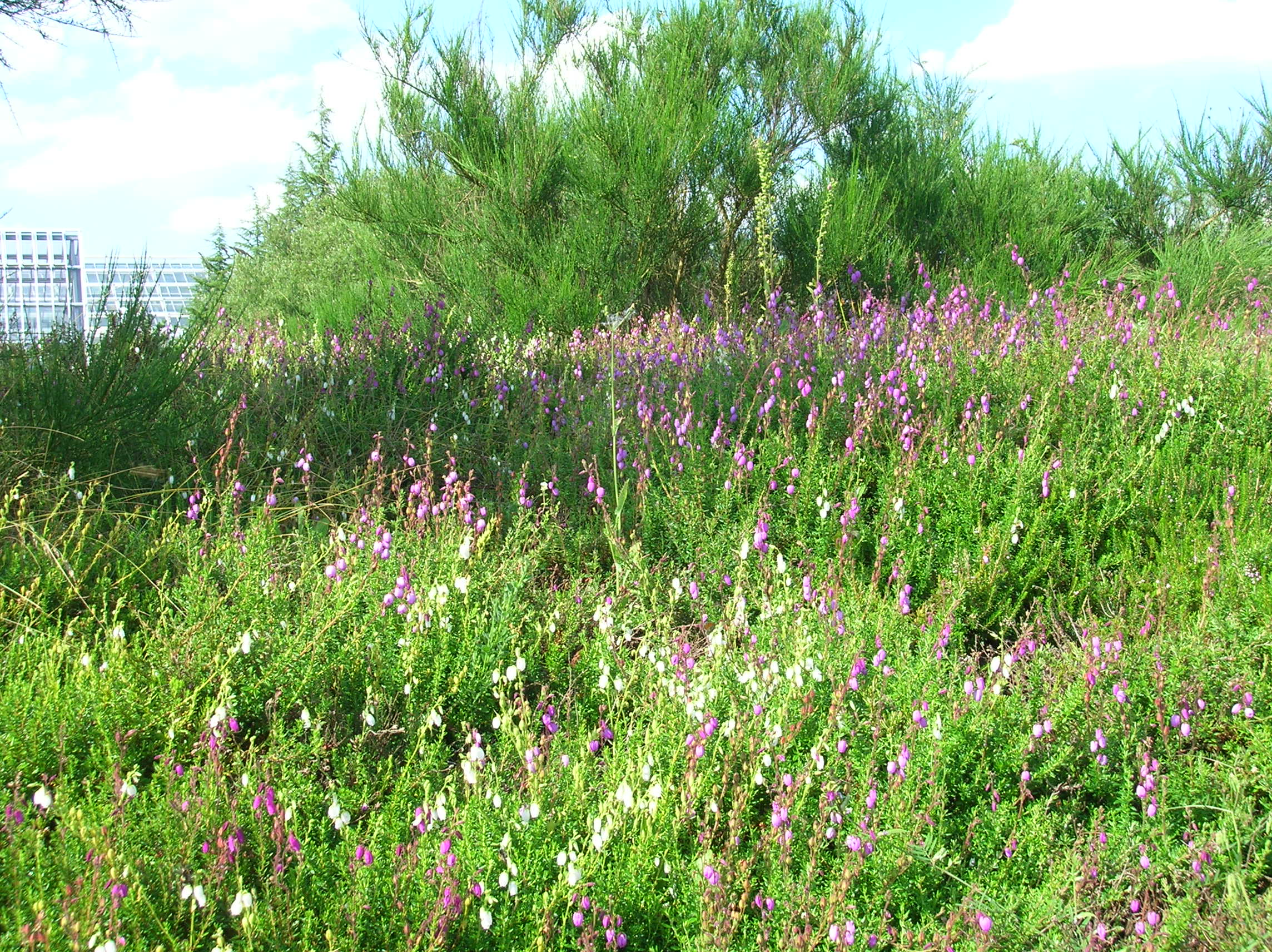
Porost v přirozených podmínkách.

Dabécie kantabrijská (Daboecia cantabrica) je rostlina, stálezelená dřevina z čeledi vřesovcovité. Dabécie kantabrijská tvoří keře. Druh je původní v Evropě. Pěstuje se jako okrasná rostlina i v ČR. Dorůstá 20–50 cm. Kvete v červenci až srpnu. Někteří botanici zastávají názor, že rod Daboecia je monotypický, tedy že druh Daboecia azorica je jen poddruh dabécie kantabrijské.

## Výskyt
Původní ve vřesovištích u pobřeží Portugalska, Španělska, západní Francie a Irska, v některých oblastech může být invazivní.

## Synonyma
Biolib.cz uvádí pro druh označovaný Daboecia cantabrica vědecká synonyma Andromeda daboecia, Erica cantabrica, Boretta cantabrica a mnoho dalších. Pro druh je rovněž používán český název irský vřes.

## Použití
Pro své výrazné květenství se vysazuje do ozdobných skalek, suchých zídek, nádob a záhonů s dalšími trvalkami na slunných stanovištích, kde vynikne. Dabécie kantabrijská může být použita na vhodných místech ve velkých skupinách, zvláště s dalšími vřesovištními dřevinami, vyžaduje ale specifické podmínky.

### Pěstování
Preferuje slunečné polohy, propustné vlhké půdy s kyselým podkladem. V případě velmi nízkých teplot může vymrzat, přikrývka je vhodná. Byly vypěstovány kultivary s odlišnými odstíny květů. Například:
- 'Alba' – bílé květy
- 'Atropurpurea' – tmavě fialovočervené květy
- 'Cupido' – červené květy
- 'Pragerae' – fialovočervené květy

## Množení
Druh se rozmnožuje semeny, oddělky a řízkováním.